# Colegio de Postgraduados
El Colegio de Postgraduados (Colpos) es una institución educativa mexicana dedicada a la educación, investigación y vinculación en ciencias agropecuarias. Se fundó en 1959, como parte de la entonces Escuela Nacional de Agricultura (hoy Universidad Autónoma Chapingo).
En 1979, por decreto presidencial, se convirtió en organismo público descentralizado del gobierno federal con personalidad jurídica y patrimonio propios sectorizado en la Secretaría de Agricultura, Ganadería, Desarrollo Rural, Pesca y Alimentación (Sagarpa).[cita requerida]
El decreto de creación de 1979 confirió al Colegio de Postgraduados el mandato de “impartir enseñanza de postgrado, realizar investigaciones y prestar servicios y asistencia técnica en materia agropecuaria y forestal”. En este sentido, el Colegio de Postgraduados enseña a investigar e investiga para enseñar en un contexto de vinculación integral con su entorno bajo un sistema de campus localizados en Campeche, Campeche; Montecillo, Estado de México; Puebla, Puebla;  San Luis Potosí, SLP; Córdoba, Veracruz; Cárdenas, Tabasco, y Tepetates, Veracruz.[cita requerida]
En el 2001, fue reconocido como Centro Público de Investigación por la propia Sagarpa y por el Consejo Nacional de Ciencia y Tecnología (Conacyt).[cita requerida]
Desde el 2002, ha suscrito un Convenio de Desempeño con la Administración Pública Federal, con metas multianuales relacionadas con sus actividades sustantivas, mismas que son calificadas por un Comité de Evaluación Externa.[cita requerida]
Con la finalidad de hacer del Colegio de Postgraduados una institución más pertinente, acorde con los cambios sociales actuales, en el 2004 se aprobó una Reestructuración Integral para la Modernización de la Institución, que contempla el establecimiento del Plan Rector Institucional, el cual está conformado por el Plan Rector de Investigación, el Plan Rector de Educación y el Plan Rector de Vinculación, con la finalidad de cumplir con la misión, la visión y los objetivos estratégicos institucionales.[cita requerida]

## Directores del Colegio de Postgraduados
En su devenir histórico de 52 años (1959-2011), 14 directores generales han guiado el destino de esta noble institución. Sus nombres y periodos de gestión aparecen a continuación:[cita requerida]
Actualmente, cuenta con siete planteles, distribuidos en diversas zonas de México: Montecillo (en Texcoco), Córdoba, Veracruz, Campeche, Puebla, San Luis Potosí y Tabasco.[cita requerida]

## Posgrados del Colegio

### Programas de Posgrado y orientaciones en el Campus Montecillo
- Programa de Fitosanidad: Agroecología (M), Entomología y Acarología (M,D) y Fitopatología (M,D).

- Programa de Recursos Genéticos y Productividad: Fisiología Vegetal (M,D), Fruticultura (M,D), Ganadería (M,D), Genética (M,D) y Producción de Semillas (M,D).

- Programa de Socioeconomía, Estadística e Informática (M,D): Cómputo Aplicado, Estadística, Economía, Desarrollo Rural.

- Programa de Botánica (M,D)

- Programa de Edafología (M,D)

- Programa Forestal (M,D)

- Programa de Hidrociencias (M,D)

### Posgrados en el Campus Veracruz
- Programa de Agroecosistemas Tropicales (M,D)

- Maestría Profesionalizante en Desarrollo Rural Sustentable (M)

### Posgrados en el Campus Puebla
- Programa de Estrategias para el Desarrollo Agrícola Regional (M,D)

- Maestría Profesionalizante en Capacitación para el Desarrollo Rural (M)

- Maestría Profesionalizante en Desarrollo Sostenible de Zonas Indígenas (M)

- Maestría Profesionalizante en Desarrollo Social (M)

- Maestría Profesionalizante en Gestión para el Desarrollo Territorial (M)

- Maestría Profesionalizante en Gestión del Desarrollo Social (M, PNPC)

### Posgrados en el Campus Tabasco
- Programa de Doctorado en Ciencias Agrícolas en el Trópico (PRODOCAT, PNPC-Conacyt) (M,D)

- Programa de Maestría en Ciencias en Producción Agroalimentaria en el Trópico (PROPAT, PNPC-Conacyt (M,D)

### Posgrados en el Campus Campeche
- Maestría en Agricultura Tropical (M)

- Maestría Profesionalizante en Ciencias Agronómicas Aplicadas al Trópico (M)

### Posgrados en el Campus Córdoba
- Maestría Profesionalizante en Agroindustrias (M)

- Maestría Profesionalizante en Arquitectura del Paisaje (M)

### Posgrados en el Campus San Luis Potosí
- Maestría en Ciencias en Innovación en Manejo de Recursos Naturales (M)
- Doctorado por Investigación (D)
- Maestría Profesionalizante en Producción Sustentable de Bioenergéticos (M)
- Maestría Profesionalizante en Prestación de Servicios Profesionales (M)
- Maestría Profesionalizante en Manejo y Administración de Vida Silvestre (M)